# Batumi-traktaten
Batumi-traktaten blev underskrevet i Batumi mellem det Osmanniske Rige og de tre transkaukasiske stater Armenien, Aserbajdsjan og Georgien den 4. juni 1918. Det var den første traktat som blev indgået af den første armenske og den første aserbajdsjanske republik. Den bestod af 14 artikler.

## Baggrund
Den 5. december 1917 blev Våbenhvilen i Erzincan underskrevet af Russiske SFSR og det Osmanniske Rige i Erzincan. Den afsluttede den væbnede konflikt mellem Rusland og det Osmanniske Rige i Felttoget i Persien og Felttoget i Kaukasus under 1. Verdenskrig i Mellemøsten. Den 3. marts 1918 blev våbenhvilen i Erzincan fulgt op af Brest-Litovsk-freden, som markerede Ruslands udtræden af 1. Verdenskrig. Mellem den 14. marts og april 1918 blev Fredskonferencen i Trabzon gennemført med deltagelse af det Osmanniske Rige og en delegation fra det transkaukasiske parlament. Enver Pasha tilbød at opgive alle territoriale krav i Kaukasus til gengæld for anerkendelse af den osmanniske generhvervelse af de østanatolske provinser ved Brest-Litovsk-freden ved afslutningen af forhandlngerne. Den 5. april accepterede lederen af den transkaukasiske delegation, Akaki Chkhenkeli, Brest-Litovsk-freden som grundlag for yderligere forhandlinger og telegraferede til de regerende forsamlinger, som han indtrængende bad dem om at acceptere denne holdning. Den fremherskende stemning i Tiflis var meget anderledes. Armenerne pressede republikken til at afslå. De anerkendte, at de var i krig med det Osmanniske Rige. Fjendtlighederne blev genoptaget, og de osmanniske tropper løb de nye lande mod øst over ende og nåede frem til grænserne fra før krigen.

## Traktaten
Den 11. maj blev der indledt en ny fredskonference i Batum. På denne konference udvidede osmannerne deres krav til at inkludere Tiflis (Tiblisi) så vel som Alexandropol og Ejmiatsin. De ønskede også en jernbane bygget, som skulle forbinde Kars og Julfa med Baku. Den nye armenske stat, gennem hvilken denne nye transportkorridor skulle føre, skulle garantere fri passage. De armenske og georgiske medlemmer af republikkens delegation begyndte at trække forhandlingerne ud.  Fra den 21. maj rykkede osmanniske enheder igen ind i områder af Russisk Armenien, som ikke havde været under sultanens kontrol siden det 17. århundrede. Striden førte til slaget ved Sardarapat (21.–29. maj), slaget ved Kara Killisse (1918) (24.–28. maj) og slaget ved Bash Abaran (21.–24. maj).
Traktaten blev underskrevet med den osmanniske 3. armé indtog stillinger 7 km fra Yerevan og 10 km fra Ejmiatsin. Traktaten skulle gennemgås og bekræftes af Centralmagterne. 15 dage efter traktatens indgåelse blev delegater fra Armenien bedt om at komme til Konstantinopel. I de afståede områder havde hovedparten af de 1.250.000 indbyggere inden krigen været armenere med over 400.000 i den afståede del af provinsen Yerevan aløe.

## Underskrivere
Osmanniske side:
- Halil Menteshe - justitsminister.
- Wehib Pasha - leder af 3. osmanniske armé under felttoget i Kaukasus.

Armenske side:
- Avetis Aharonyan - formand for det armenske nationalråd.
- Alexander Khatisyan - udenrigsminister.
- M. Babachanian.
- Ghorghanian.

Aserbajdsjanske side:
- Mammad Amin Rasulzade - præsident for det aserbajdsjanske nationalråd.
- Mammad Hasan Hajinski - udenrigsminister.

Georgiske side:
- Akaki Chkhenkeli - udenrigsminister.